# (18172) 2000 QL7
2000 كيو أل 7 (ويعرف أيضًا باسم (18172) 2000 كيو أل 7 وفق تسمية الكوكب الصغير) (بالإنجليزية: 2000 QL7)‏ هو كويكب ضمن حزام الكويكبات؛ وترتيبه 18172 من حيث الاكتشاف.
اكتُشف هذا الجُرم الفلكي بواسطة بحث لنكولن عن الكويكبات القريبة من الأرض في 25 أغسطس 2000.

## وصلات خارجية
- (18172) 2000 QL7 في قاعدة بيانات مختبر الدفع النفاث لأجرام النظام الشمسي الصغيرة

- الاكتشاف · مخطط المدار ·  العناصر المدارية · المعلمات المادية

- (18172) 2000 QL7 على موقع ويكي سكاي: DSS2, SDSS, GALEX, IRAS, Hydrogen α, X-Ray, Astrophoto, Sky Map, Articles and images